# Shenzhou (svemirska letjelica)
Shenzhou (kineski: 神舟; pinyin: Shénzhōu,) je svemirska letjelica koju je razvila i kojom upravlja Kina kao podrška svom programu svemirskih letova s posadom, Kineskom svemirskom programu s posadom. Dizajnom podsjeća na rusku svemirsku letjelicu Soyuz, ali je veće veličine. Prvo lansiranje bilo je 19. studenog 1999., a prvo lansiranje s posadom bilo je 15. listopada 2003. U ožujku 2005. asteroid je nazvan 8256 Shenzhou u čast letjelice.

## Dizajn
Orbitalni modul (轨道舱) sadrži prostor za eksperimente, opremu kojom upravlja posada i za zivot u orbiti. Bez sustava za pristajanje, Shenzhou 1-6 nosio je različite vrste tereta na vrhu svojih orbitalnih modula za znanstvene eksperimente.
Kineski mehanizam za pristajanje svemirskih letjelica (počevši od Shenzhou 8) temelji se na Androginom perifernom sustavu pričvršćivanja (APAS).
Sve do Shenzhoua 8, orbitalni modul Shenzhoua bio je opremljen vlastitom propulzijom, solarnom energijom i sustavima upravljanja, što je omogućavalo autonomni let. Moguće je da Shenzhou ostavi orbitalni modul u orbiti za ponovno spajanje s kasnijom svemirskom letjelicom, sposobnost koju Sojuz ne posjeduje, budući da je jedini otvor između orbitalnog i modula za ponovni ulazak dio modula za ponovni ulazak, a orbitalni modul je bez tlaka nakon odvajanja. Za buduće misije, orbitalni modul(i) također bi mogli biti ostavljeni na planiranom kineskom projektu 921/2 svemirske postaje kao dodatni moduli stanice.
U lansiranim probnim letovima bez posade, orbitalni modul svakog Shenzhoua ostavljen je u orbiti nekoliko dana nakon povratka modula za ponovni ulazak, a orbitalni modul Shenzhou 5 nastavio je raditi šest mjeseci nakon lansiranja.
Podaci o orbitalnom modulu
Dizajnirani život: 200 dana
Duljina: 2,80 m
Osnovni promjer: 2,25 m
Maksimalni promjer: 2,25 m
Raspon: 10,40 m
Stambeni volumen: 8,00 m³
Masa: 1500 kg
RCS potisak: 16 x 5 N
RCS pogonsko gorivo: hidrazin
Električni sustav: Solarni paneli, 12,24 m²
Električni sustav: 1,20 kW

### Modul ponovnog ulaska
Modul za ponovni ulazak (返回舱) nalazi se u srednjem dijelu letjelice i sadrži sjedala za posadu. To je jedini dio Shenzhoua koji se vraća na Zemljinu površinu. Njegov oblik je kompromis između maksimiziranja životnog prostora i dopuštanja neke aerodinamičke kontrole pri ponovnom ulasku.
Podaci modula ponovnog ulaska
Veličina posade: 3
Projektirani vijek trajanja: 20 dana (izvorno)
Duljina: 2,50 m
Osnovni promjer: 2,52 m
Maksimalni promjer: 2,52 m
Stambeni volumen: 6,00 m³
Masa: 3240 kg
Masa toplinskog štita: 450 kg
Omjer uzgona i otpora (hipersonično): 0,30
RCS potisak: 8 x 150 N
RCS pogonsko gorivo: hidrazin

### Servisni modul
Krmeni servisni modul (推进舱) sadrži opremu za održavanje života i drugu opremu potrebnu za funkcioniranje Shenzhoua. Dva para solarnih panela, jedan par na servisnom modulu, a drugi par na orbitalnom modulu, imaju ukupnu površinu od preko 40 m 2, što pokazuje na prosječnu električnu snagu iznad 1,5 kW ( Sojuz ima 1.0 kW).
Podaci servisnog modula
Dizajnirani život: 20 dana
Duljina: 2,94 m
Osnovni promjer: 2,50 m
Maksimalni promjer: 2,80 m
Raspon: 17,00 m
Masa: 3000 kg
RCS grubi  potisak: 8 x 150 N
RCS fini Potisak: 16 x 5 N
RCS Pogonska goriva: N2O4 / MMH, jedinstveni sustav s glavnim motorom
Glavni motor: 4 x 2500 N
Potisak glavnog motora: 10.000 kN
Pogonska goriva glavnog motora: N2O4 / MMH
Pogonski plinovi glavnog motora: 1000 kg
Isp glavnog motora: 290 sekundi
Električni sustav: Solarni paneli, 24,48 + 12,24 m², ukupno 36,72 m²
Električni sustav: 2,40 kW

### Usporedba sa Sojuzom
Iako svemirska letjelica Shenzhou ima isti raspored kao ruska svemirska letjelica Sojuz, približno je 10% veća i teža od Sojuza. Također ima veći cilindrični orbitalni modul i 4 propulzijska motora. Ima dovoljno mjesta za nošenje splavi na napuhavanje u slučaju pada, dok astronauti Sojuza moraju skočiti u vodu i plivati. Zapovjednik sjedi na središnjem sjedalu na obje svemirske letjelice. Međutim, kopilot sjedi na lijevom sjedalu na Shenzhouu i desnom sjedalu na Soyuzu.